# Al-Ettifaq
O Al-Ettifaq Football Club (em árabe: نادي الاتفاق لكرة القدم), conhecido como Al-Ettifaq ou Ettifaq Club. é um clube de futebol profissional sedidado em Dammam, na Arábia Saudita. O Al-Ettifaq foi estabelecido após a fusão de três clubes na cidade de Dammam no ano de 1944. O clube é o primeiro time saudita a ganhar um título internacional - a Liga dos Campeões Árabes de 1984, também é o primeiro time a vencer o Liga Profissional Saudita sem nenhuma derrota, bem como também é o primeiro time da Arábia Saudita a vencer a Copa do Golfo.

## História
Antes do estabelecimento do Al-Ettifaq, havia três clubes em Dammam que foram fundados em 1941. Os três clubes eram Al-Taawoun, Al-Sha'ab e Al-Shabab. Esses clubes começaram a praticar suas atividades esportivas e a reunir as pessoas da região para formar uma equipe para esses três clubes. Em 1945, os presidentes dos três clubes se reuniram na casa de Faris Al-Hamid e decidiram fundi-los em um só clube. Al-Hamid sugeriu que o nome do novo clube fosse Al-Ettifaq, o que significava acordo em árabe. Eles também concordaram que as cores dos novos clubes fossem verde e branco, que posteriormente mudaram para verde e vermelho.

## Elenco Atual
Atualizado em 21 de fevereiro de 2025.

## Títulos

### Internacionais
- Liga dos Campeões Árabes: 2
  - Campeões: 1984, 1988
- Copa do Golfo: 3
  - Campeões: 1983, 1988, 2006

### Nacionais
- Liga Profissional Saudita (Nível 1): 2x
  - Campeões: 1982–83, 1986–87

Finalistas: 1987–88, 1991–92
- Copa do Rei: 2
  - Campeões: 1968, 1985

Finalistas: 1965, 1966, 1983, 1988
- Copa da Coroa do Príncipe: 1
  - Campeões: 1965

Finalistas:  1963, 2000–01, 2007–08, 2011–12
- Copa da Federação Saudita – Sub-21 (Prince Faisal Bin Fahad Cup): 3
  - Campeões: 1990–91, 2002–03, 2003–04

Finalistas: 1986–87, 1994–95, 1995–96, 2004–05
Finalistas: 2007
- Terceira Divisão Liga Príncipe Mohammad bin Salman (Nível 2): 2
  - Campeões: 1976–77, 2015–16